# 加澤拉橋

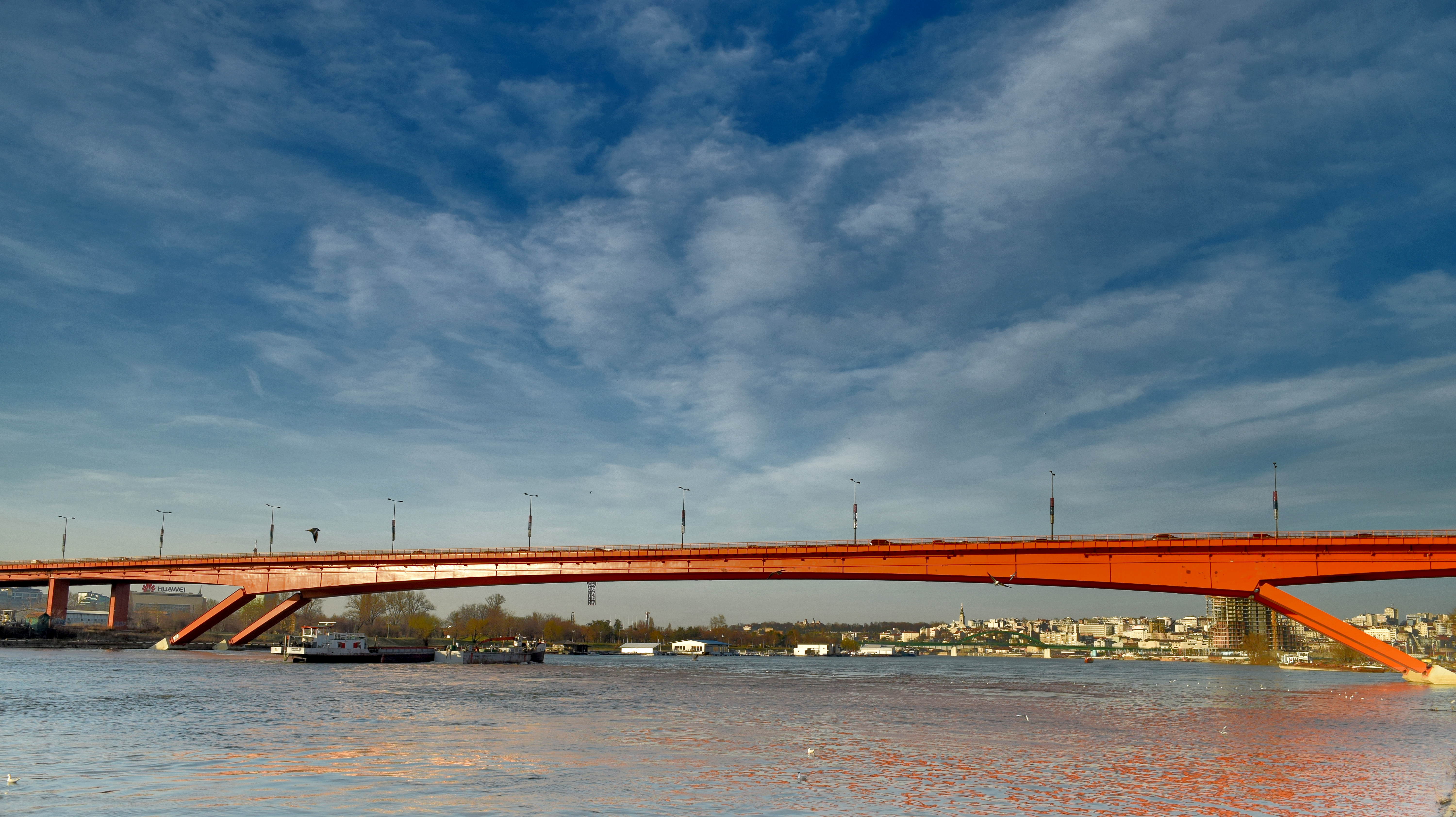

加澤拉橋是位於塞爾維亞首都貝爾格勒的一座橋樑，也是貝爾格勒最重要的一座橋樑，橫跨薩瓦河。加澤拉橋長332米，是連結貝爾格勒和新贝尔格莱德的重要方式。